# St. Nikolaus (Kuchenheim)

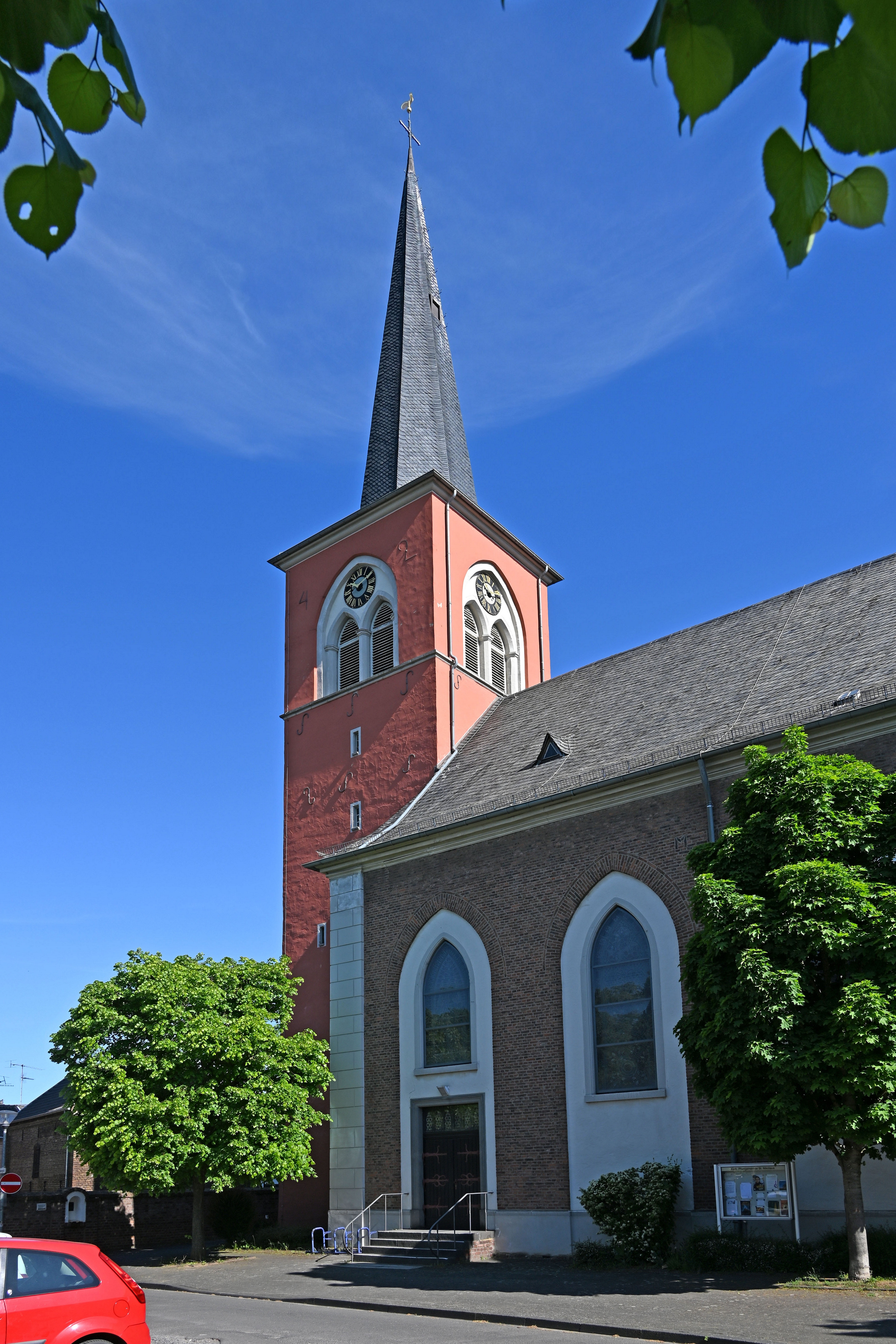
Kirche St. Nikolaus in Kuchenheim

Die katholische Pfarrkirche St. Nikolaus in Kuchenheim, einem Stadtteil von Euskirchen im Kreis Euskirchen in Nordrhein-Westfalen, wurde Anfang des 19. Jahrhunderts errichtet. Die dem heiligen Nikolaus geweihte Kirche ist ein geschütztes Kulturdenkmal.

## Geschichte
Kuchenheim entwickelte sich im Mittelalter aus zwei getrennten Ortskernen heraus, die im Besitz von zwei verschiedenen Grundherrschaften waren. Der nördliche und ältere Teil des Dorfes (Unteres Kuchenheim) unterstand den Grafen von Monschau und ab 1355 den Herzögen von Jülich. Der südliche Teil des Dorfes (Oberes Kuchenheim) war im Besitz der Kölner Erzbischöfe. So entstanden zwei Kirchen, die Kirche St. Lambertus im Unteren Kuchenheim und St. Nikolaus auf dem Gebiet der Kölner Grundherrschaft. Im Liber valoris werden um 1300 beide Kirchen genannt.
Im Jahr 1794 wurde die Pfarre St. Lambertus unter der französischen Herrschaft aufgehoben und zu St. Nikolaus zugeschlagen. 1822 wurde die baufällig gewordene Kirche abgebrochen.

## Architektur
Unter Beibehaltung des mittelalterlichen Westturms schuf 1818 bis 1822 der Bonner Universitätsbaumeister Friedrich Waesemann einen klassizistischen Neubau der Kirche. In den Jahren 1909 bis 1911 wurde nach Plänen des Dombaumeisters Franz Statz ein Querschiff mit Chor errichtet.

### Außen
Der dem Langhaus vorgelagerte Westturm auf quadratischem Grundriss, aus verputzten Bruchsteinen, besitzt sechs Geschosse. Die fünf unteren Geschosse, der älteste Teil, sind ungegliedert und werden durch ein Gurtgesims vom sechsten Geschoss abgetrennt. Dieses besitzt an der Süd- und Westseite ein Spitz- bzw. Rundbogenfenster. Der Turm mit einer Höhe von 25,50 m wird durch ein achtseitiges, 12 m hohes schiefergedecktes Pyramidendach bekrönt, auf dem ein Kreuz mit Hahn angebracht ist.
Das an den Turm angebaute Langhaus aus Backstein ist 3,50 m breiter. Die vier gleichmäßig angeordneten Spitzbogenfenster werden von spitzbogigen Blendarkaden eingefasst. Die Wandfläche wird durch seitliche Lisenen sowie ein schmales profiliertes Traufgesims aus Holz begrenzt. Die Portale mit Hausteinrahmung befinden sich an der Süd- und Nordseite.
Die Fassaden des östlichen Querhauses mit polygonalem Chor und des südlichen Querhauses mit anschließender Sakristei sind unverputzt gelassen. Zwischen Chorhaupt und Querhaus ist das Chorquadrat eingebunden, dessen Fenster auf einem Gurtgesims ruhen. Die Querschifffenster sind in der südlichen und nördlichen Stirnseite mit dreibahnigem Maßwerk versehen. Die östlichen und westlichen Querschiffwände besitzen einbahnige Fenster mit Kleeblattabschluss. Die Chorfenster mit zweibahnigem Maßwerk schließen mit Drei- bzw. Vierpässen ab.

### Innen
Das Erdgeschoss des quadratischen Turmes mit einer Breite von 4,55 Meter besitzt ein Kreuzgratgewölbe. Seit 1972 befinden sich hier die Taufkapelle und eine Gedächtnisstätte für die Widerstandskämpfer gegen das NS-Regime: Heinrich Ruster und Willi Graf.
Ein gotischer Spitzbogen verbindet den Turm mit dem Langhaus. Die Flachdecke, die den einschiffigen Raum überspannt, verläuft seitlich in Hohlkehlen, die über den acht Spitzbogenfenstern durch Stichkappen unterbrochen werden. Ein eingezogener spitzbogiger Triumphbogen trennt den Kirchenraum vom Querschiff.
Das Querschiff besteht aus fünf Jochen mit abgestuftem Kreuzgratgewölbe, das auf zwei Säulen mit vergoldetem Rankenfries ruht. An der Süd- und Nordseite dominieren je dreibahnige Maßwerkfenster.
Der Chor endet mit einer Apsis mit 5/8-Schluss. Die sechs Gewölberippen steigen diagonal zum Scheitelpunkt des gemauerten Chorgewölbes auf, die auf vergoldeten Blattkonsolen ruhen.

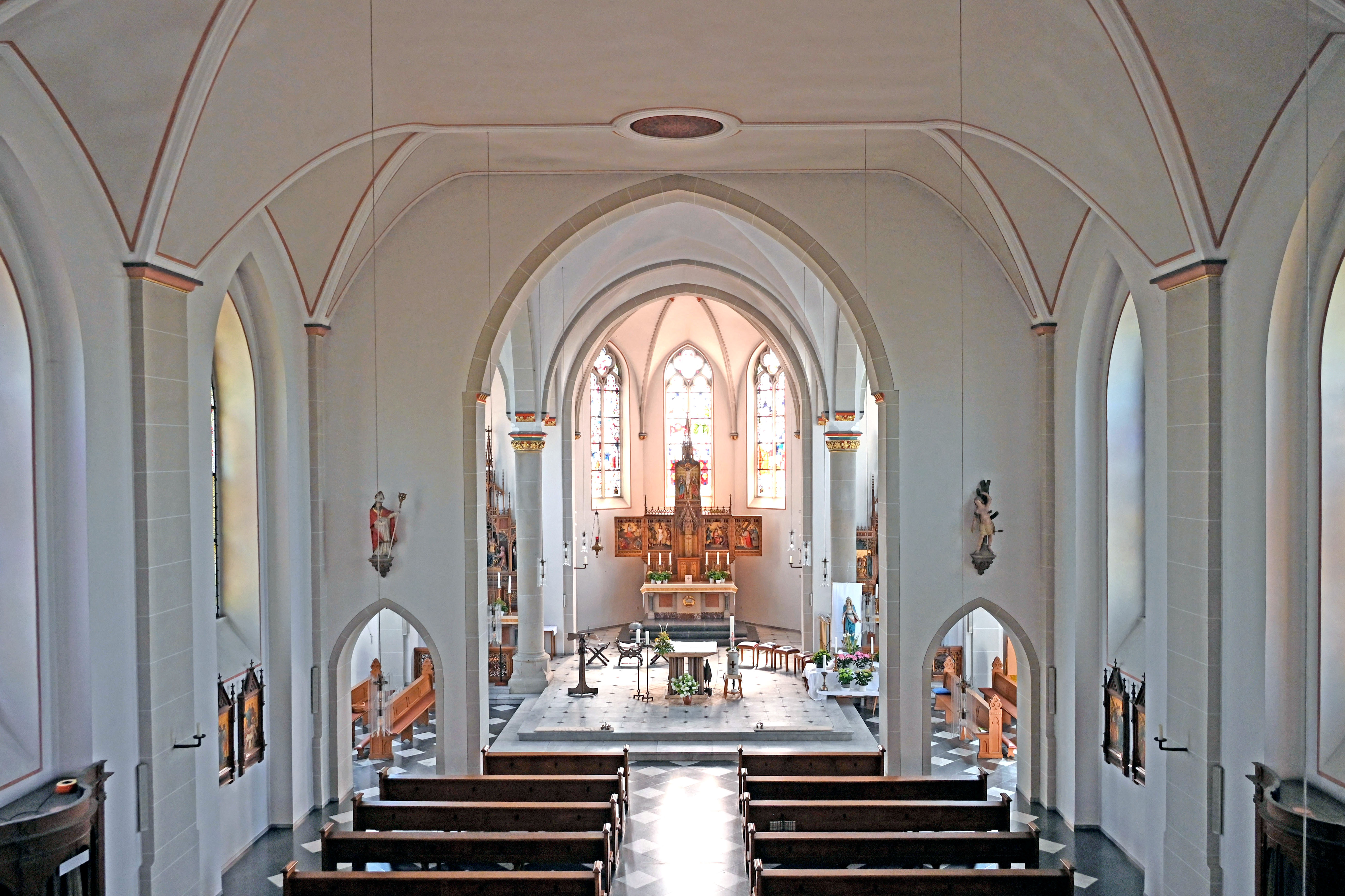
Innenraum
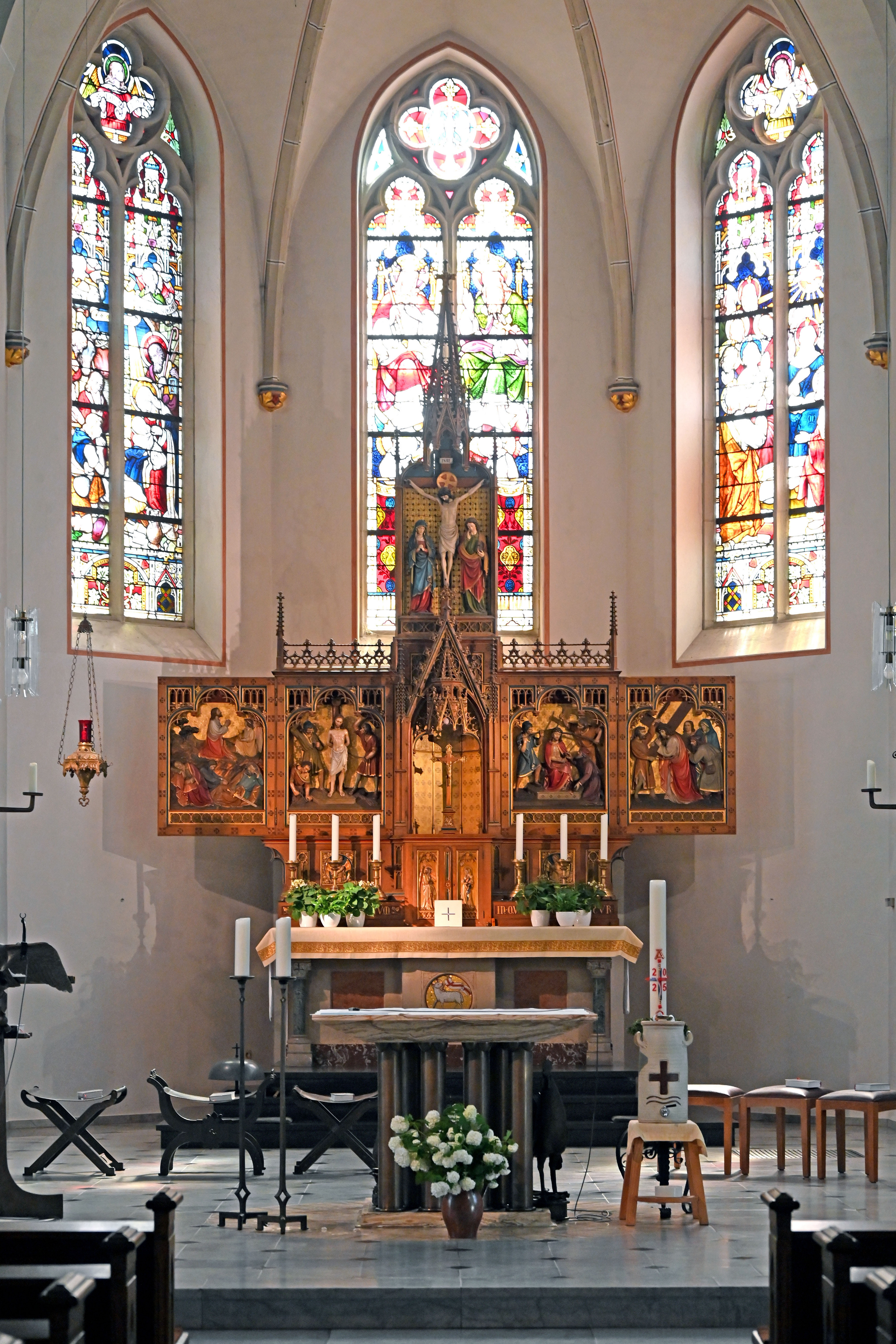
Hochaltar
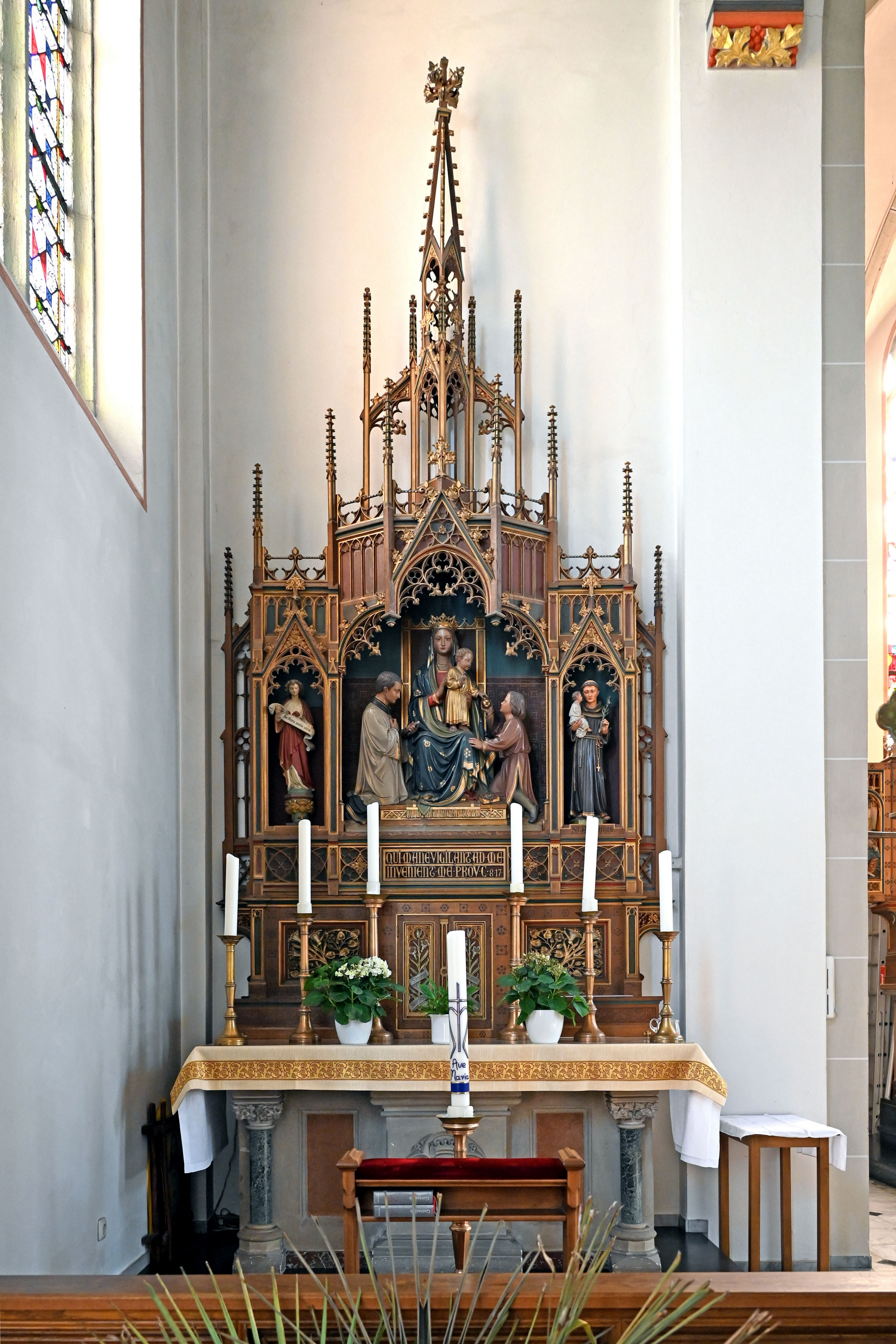
Marienaltar
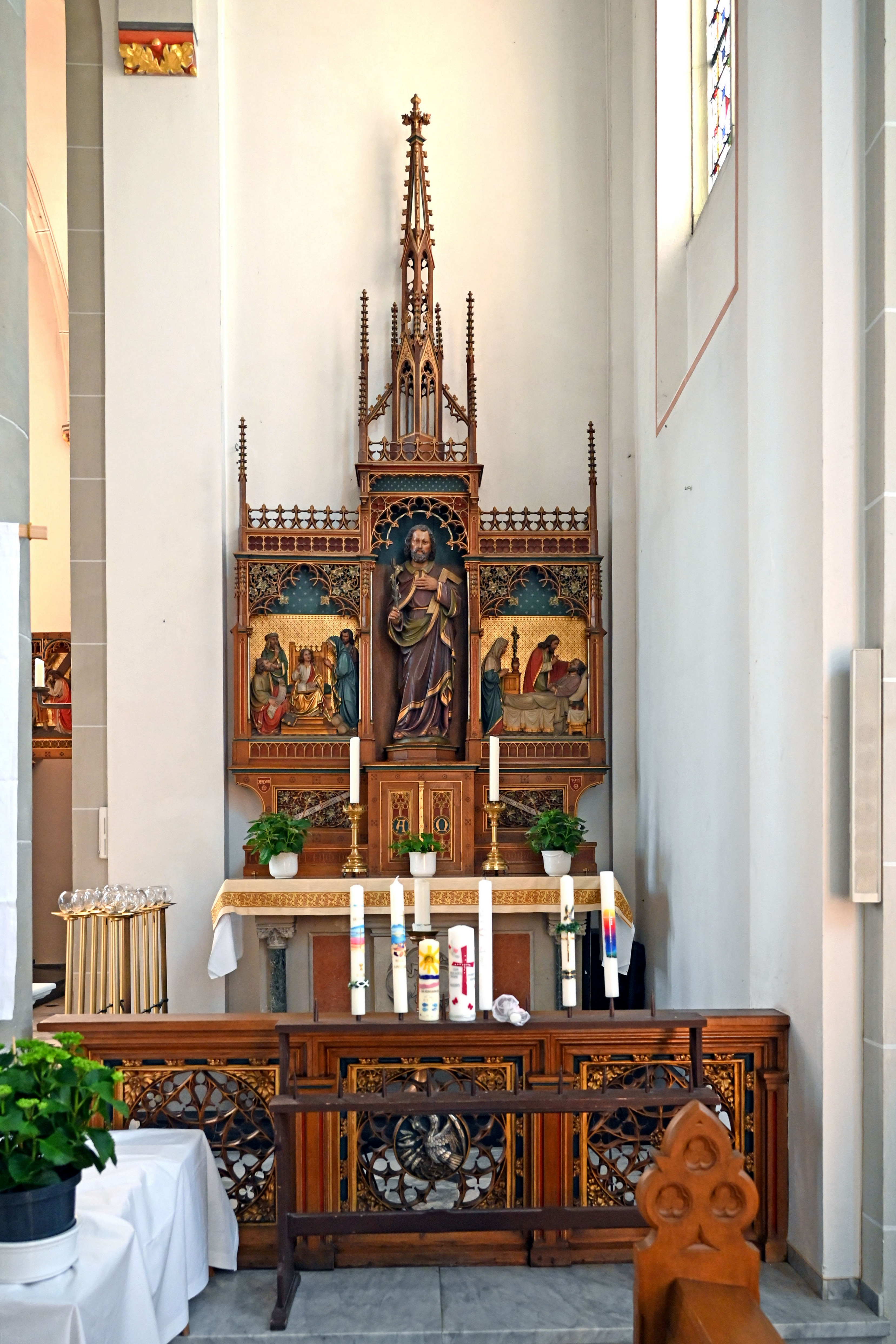
Josefsaltar
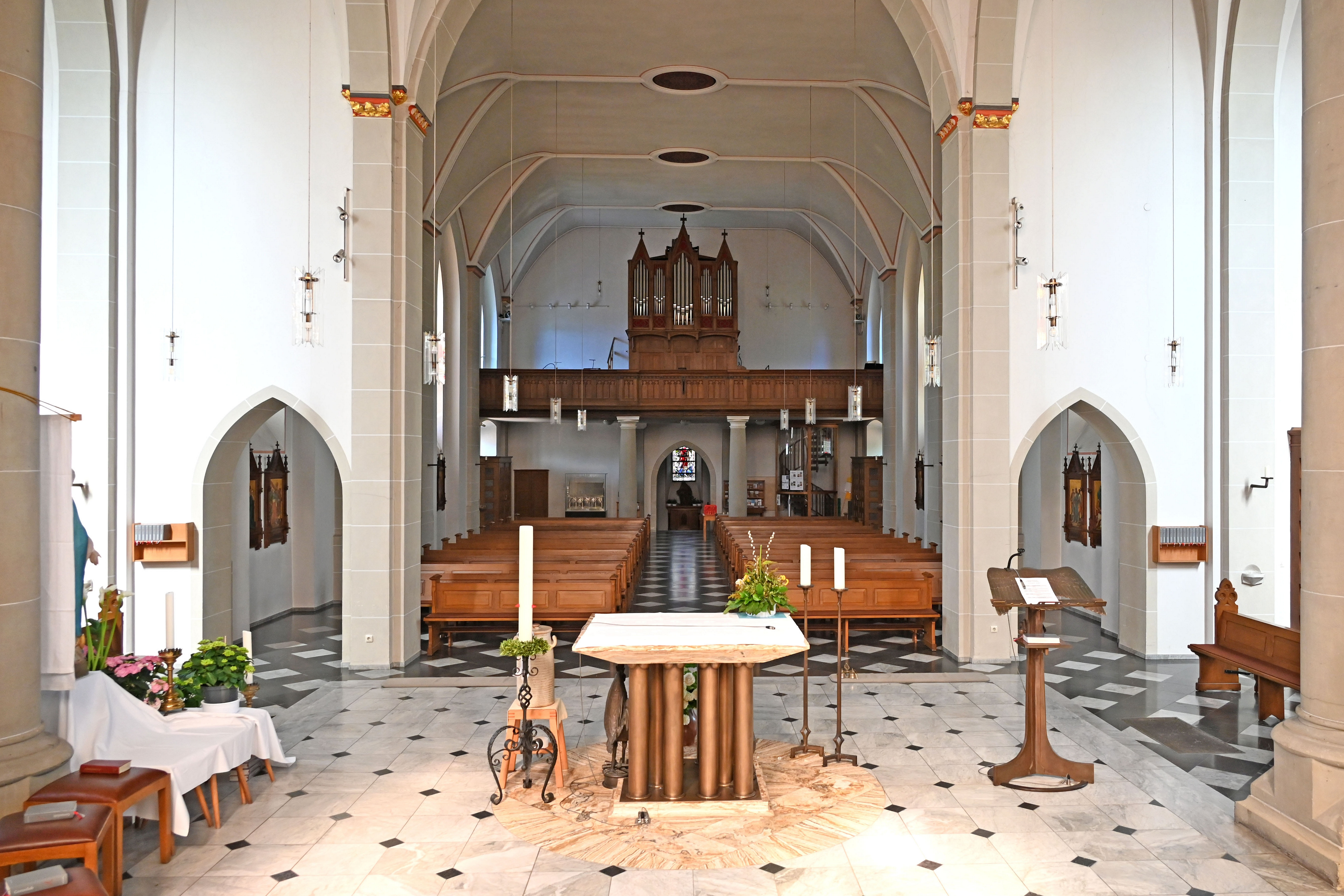
Kirchenschiff

## Bleiglasfenster
Die Bleiglasfenster des Langhauses haben die acht Seligpreisungen zum Thema. Sie wurden 1894/95 von der Firma F. Melchior in Köln hergestellt. Die Darstellung im Mittelteil wird oben von einer Dreipass- und unten von einer Vierpassblende gerahmt.
Die dreibahnigen Fenster des Querschiffes wurden 1910 von der Glasmalerei Oidtmann in Linnich geschaffen und zeigen das Martyrium des hl. Sebastian (Nordseite) und den hl. Nikolaus (Südseite). Die Szenen werden von gotischen Architekturelementen eingefasst.
Die Fenster des Chores, ebenfalls 1910 von der Firma Heinrich Oidtmann geschaffen, zeigen die Anbetung der Hirten an der Krippe, die Dreifaltigkeit und die Ausgießung des Heiligen Geistes zu Pfingsten.

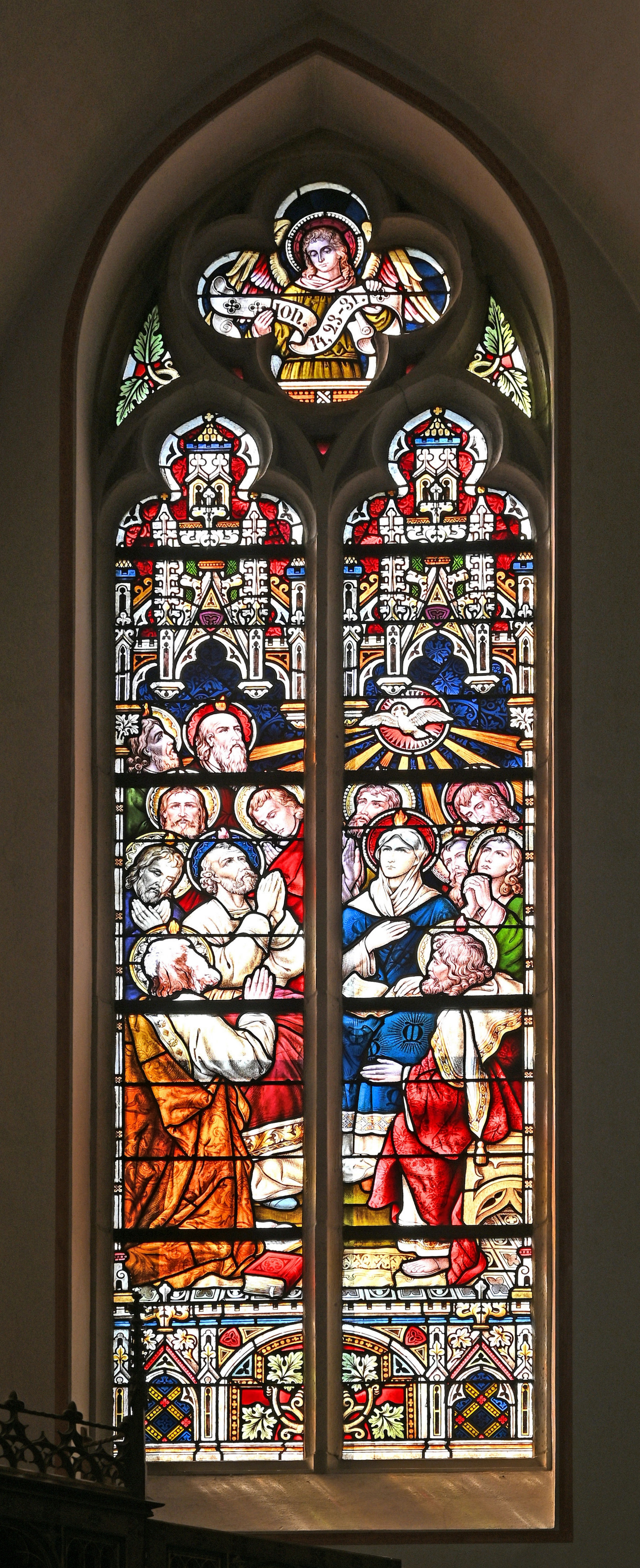
Pfingsten
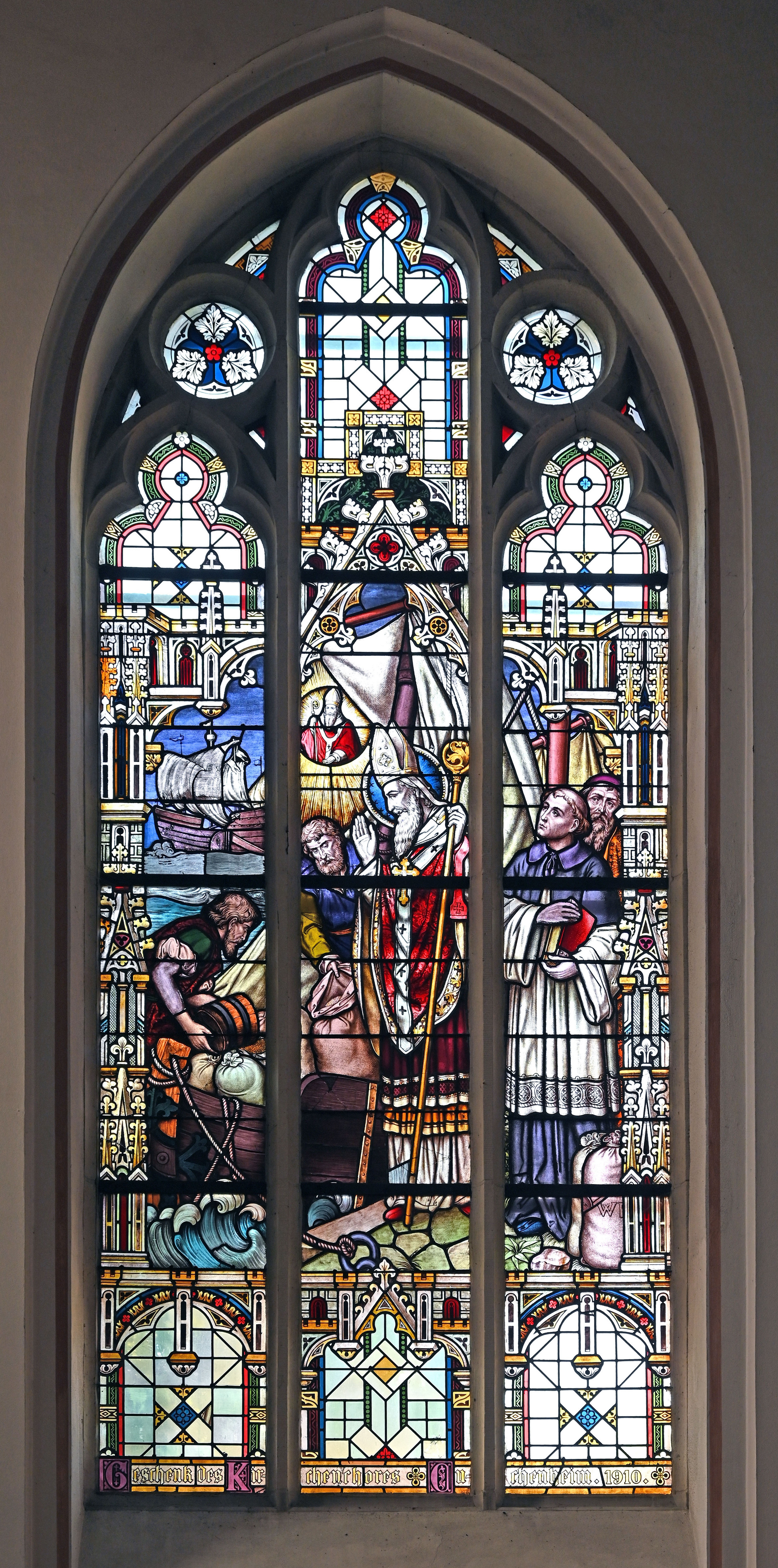
Nikolausfenster
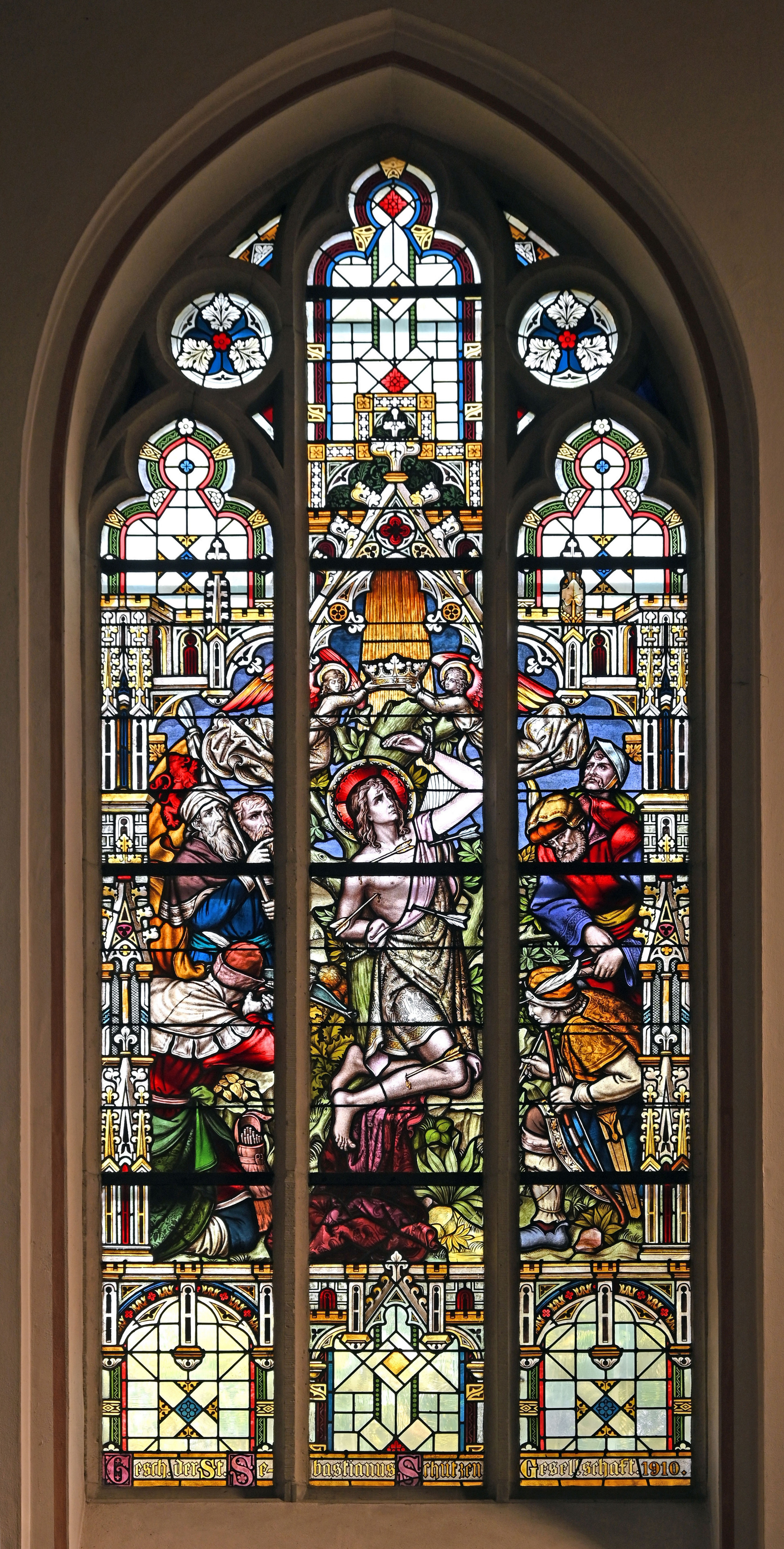
Sebastiansfenster
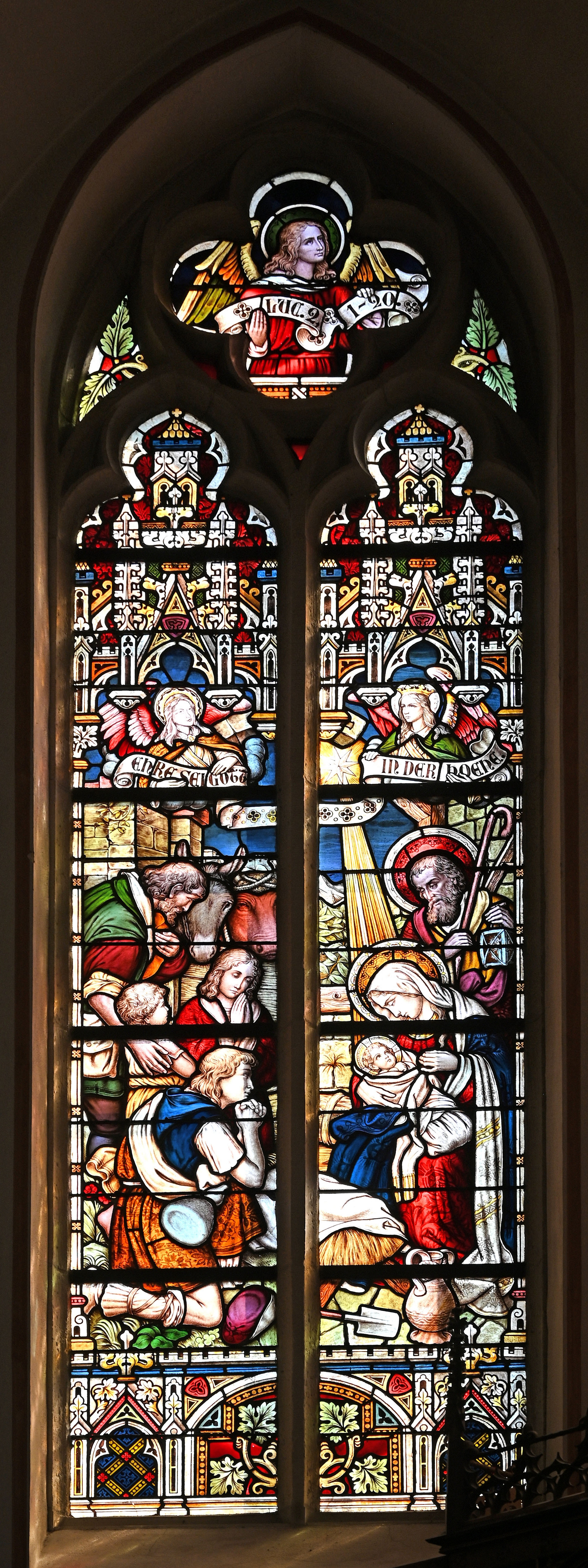
Weihnachten
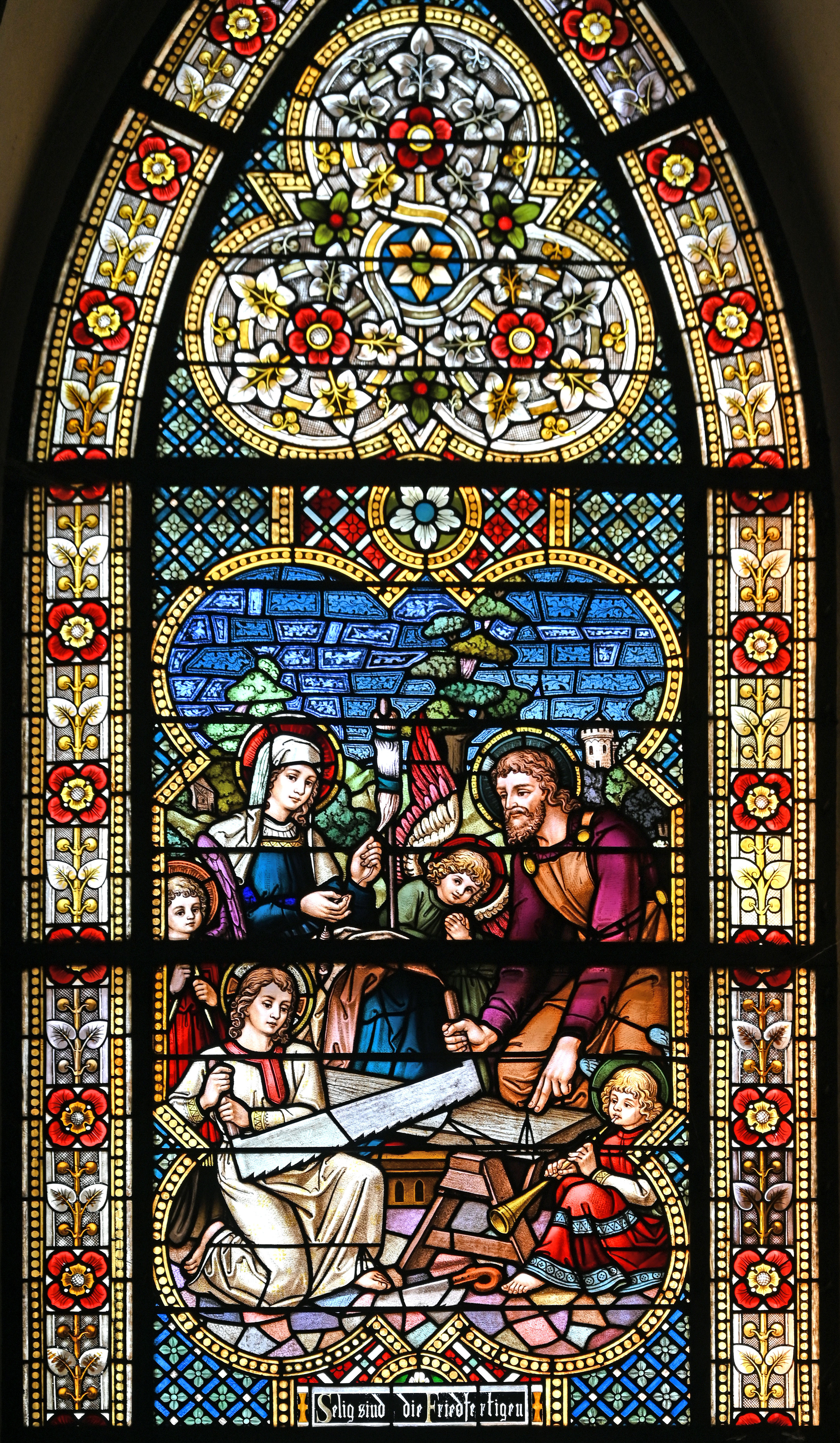
Heilige Familie
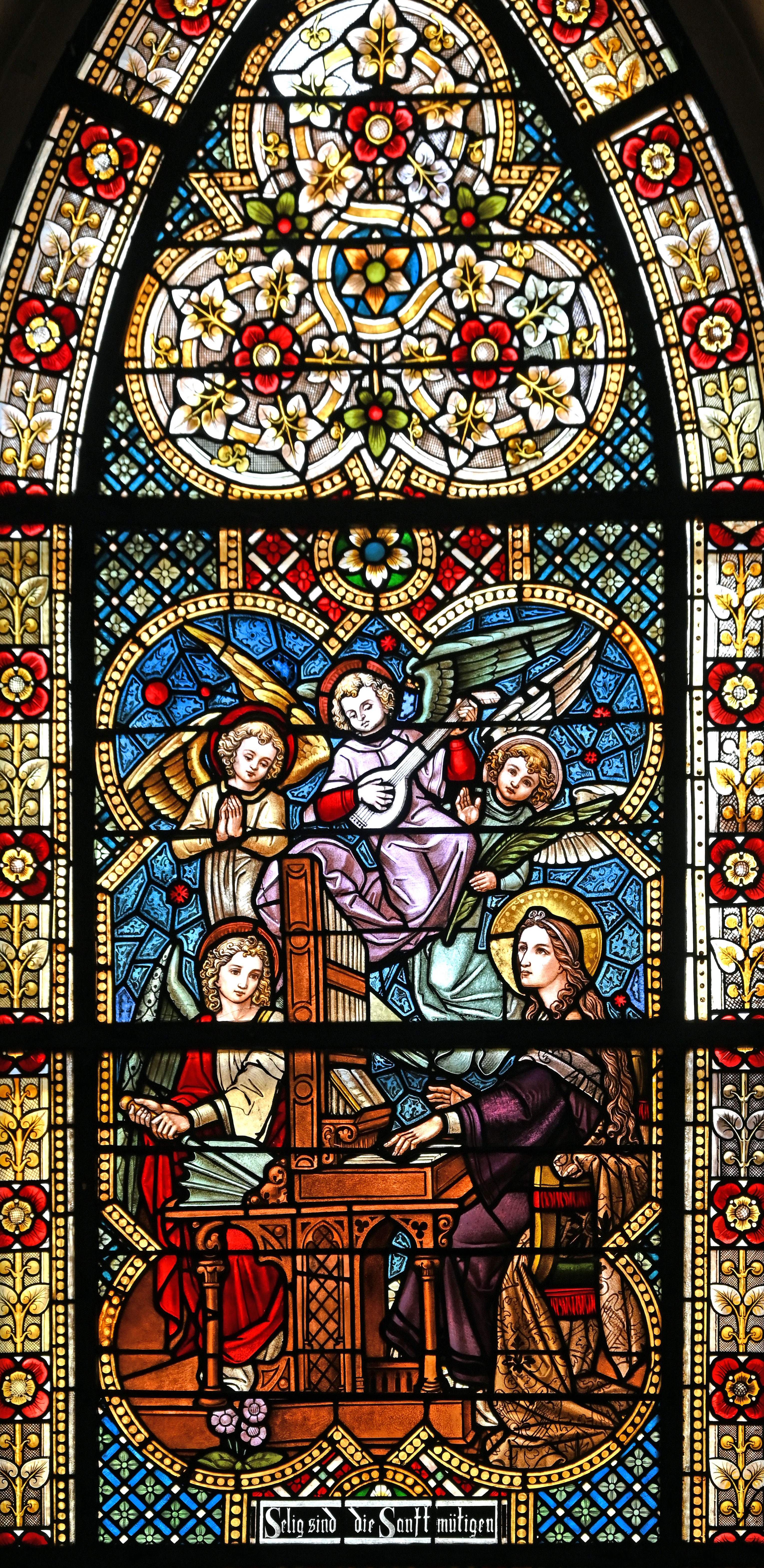
Cäcilia-Fenster

## Orgel

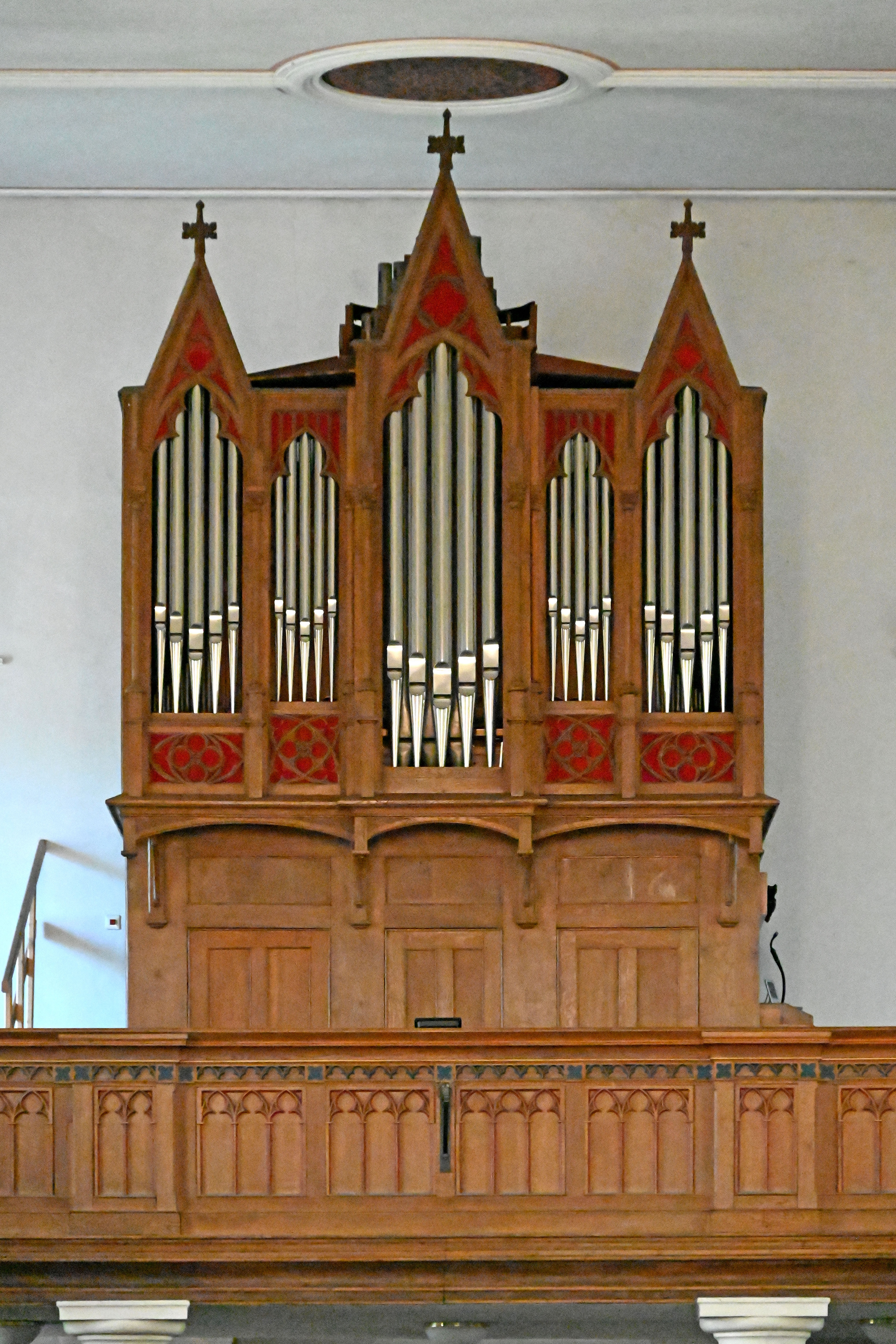
Orgelempore mit Schornorgel

Der Kuchenheimer Orgelbauer Franz-Joseph Schorn baute 1895 die vorhandene Orgel um. 1982 wurde sie von der Firma Josef Weimbs restauriert. Die Orgel ist als einzigartiges Zeugnis für die handwerklichen Techniken des 19. Jahrhunderts unter Denkmalschutz gestellt.
| I Hauptwerk C–f3 |               |        |
| 1.               | Principal     | 8′     |
| 2.               | Bordun        | 16′    |
| 3.               | Gedeckt       | 8′     |
| 4.               | Gemshorn      | 8′     |
| 5.               | Gamba         | 8′     |
| 6.               | Harmonieflöte | 4′     |
| 7.               | Octave        | 4′     |
| 8.               | Quinte        | 2 ⁄3′  |
| 9.               | Terz          | 1 3⁄5′ |
| 10.              | Flageolet     | 2′     |
| 11.              | Trompete      | 8′     |

| II Positiv C–f3 |                 |    |
| 12.             | Flaut travers   | 8′ |
| 13.             | Geigenprincipal | 8′ |
| 14.             | Salicional      | 8′ |
| 15.             | Dolce           | 8′ |
| 16.             | Gedeckt         | 8′ |
| 17.             | Flöte           | 4′ |

| Pedal C–d1 |           |     |
| 18.        | Subbass   | 16′ |
| 19.        | Principal | 8′  |
| 20.        | Cello     | 8′  |

- Koppeln: II/I, I/P

Die Orgelempore wird von zwei klassizistischen Säulen getragen, die mit dorischen Kapitellen versehen sind.

## Glocken
Die vier Glocken wurden 1950 und 1952 von der Glockengießerei Petit und Gebr. Edelbrock in Gescher gegossen. Die Vorgängerglocken wurden 1917 und 1942 zu Kriegszwecken eingeschmolzen.